# Ополь
Ополь (бел. О́паль) — агрогородок в Ивановском районе Брестской области Беларуси. Административный центр Опольского сельсовета. Население — 440 человек (2019).

## География
Ополь находится в 20 км к северо-западу от Иванова и в 11 км к западу от посёлка Мотоль. Рядом проходит граница с Дрогичинским районом. Местность принадлежит бассейну Днепра, с севера к селу подходят обширные заболоченные и частично мелиорированные торфяники со стоком в Ясельду. Через деревню проходит автодорога Мотоль — Хомск. С запада к Ополи примыкает деревня Лядовичи. Ближайшая ж/д станция в Иваново (линия Брест — Пинск — Гомель).

## История

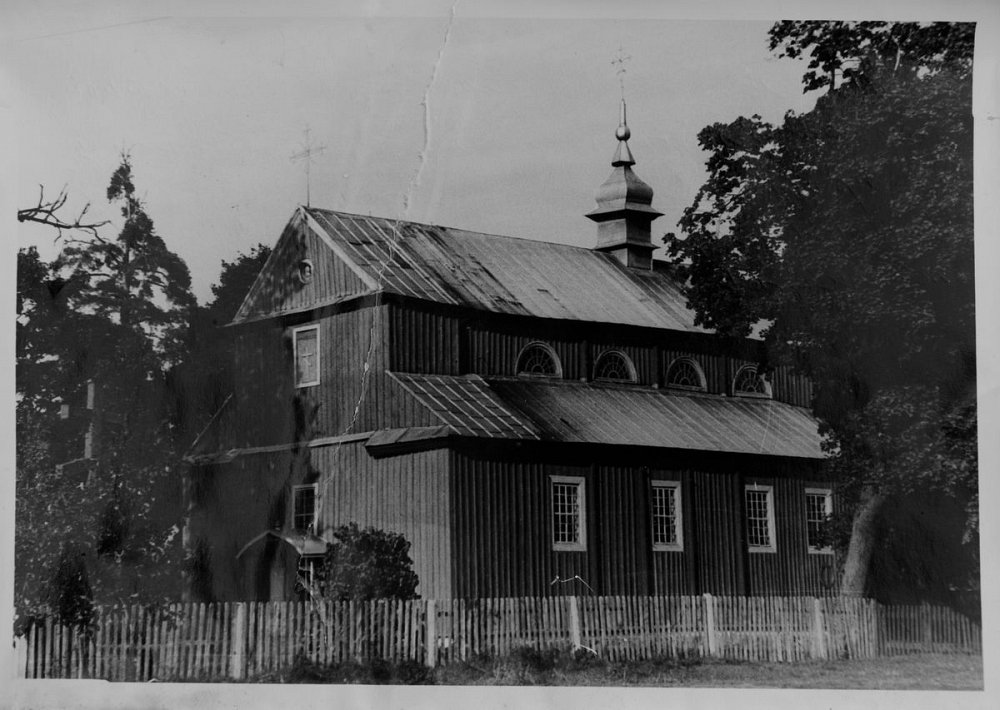
Церковь св. Параскевы. Фото начала XX века

Поселение впервые упомянуто в источниках в 1495 году. Исторически поселение носило название Опольский Ключ, принадлежало сначала роду Копцев, затем — князьям Полубинским. В начале XVIII века перешло в собственность гетмана великого литовского Михаила Сервация Вишневецкого. Вишневецкий выстроил в Ополи каменный усадебный дом. В 1722 году его дочь и наследница Анна Вишневецкая вышла замуж за воеводу трокского Юзефа Огинского, таким образом Ополь перешла к роду Огинских.

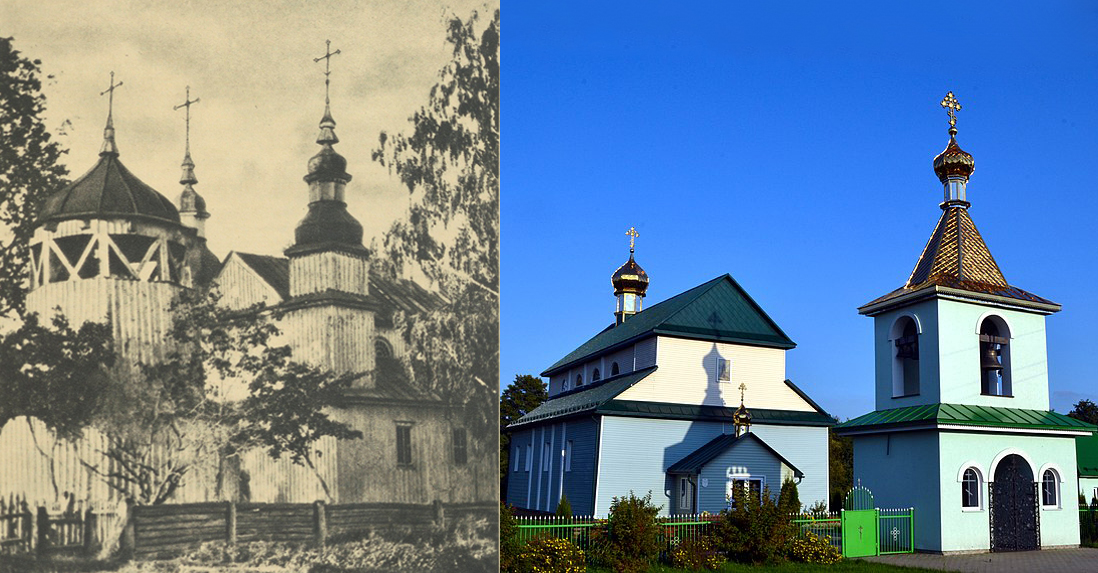

Следующим владельцем поместья был сын Юзефа и Анны, известный государственный деятель Великого княжества Литовского Михаил Казимир Огинский, который инициировал проведение в окрестных торфяниках больших мелиорационных работ. В конце концов из-за больших долгов он был вынужден продать поместье.
После третьего раздела Речи Посполитой (1795 год) в составе Российской империи, с 1801 года Ополь принадлежала Гродненской губернии.
В 1796 году в селении построена деревянная униатская церковь св. Параскевы, позднее переданная православным.
В XIX веке имение несколько раз меняло хозяев, им владели Бажецкие, затем — Еленские. Старый усадебный дом, выстроенный ещё Вишневецким, к этому моменту пришёл в запустение, в качестве жилого дома использовалось перестроенное хозяйственное строение (официна).
Усадьба сильно пострадала во время первой мировой войны, частично восстановлена после неё. Согласно Рижскому мирному договору (1921) деревня вошла в состав межвоенной Польши, где принадлежала Полесскому воеводству. Последними владельцами имения были Габрыля Еленская и её муж Богуслав Залесский. С 1939 года в составе БССР.
Во время Великой Отечественной войны село находилось под оккупацией с июня 1941 года по июль 1944 года. В 1943 году дворец и прочие усадебные постройки сгорели и были до основания разобраны в послевоенное время.
В 2010 году деревня Ополь преобразована в агрогородок.

## Культура
- Дом культуры

## Достопримечательности

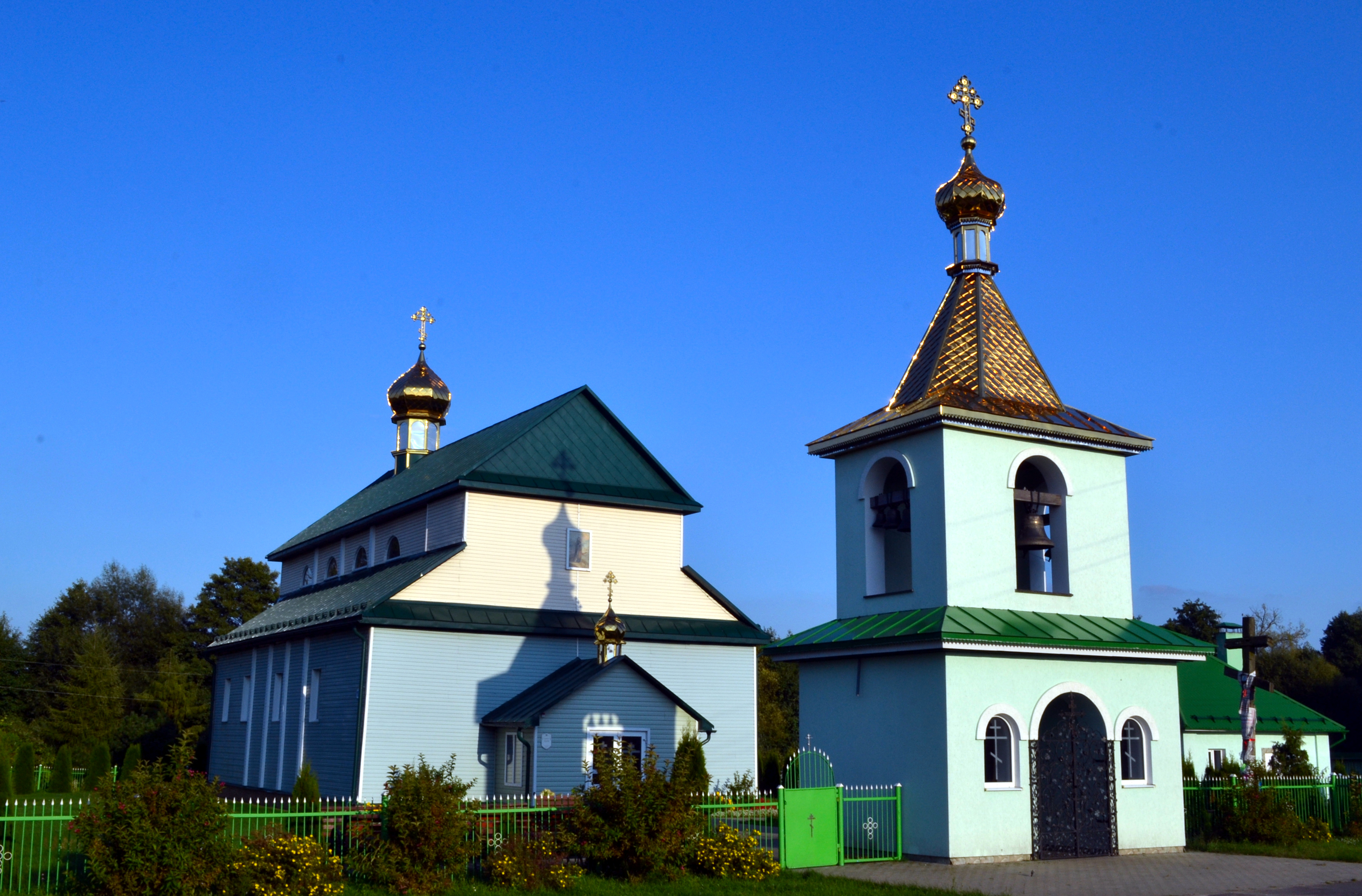
Церковь Св. Параскевы

- Церковь Св. ПараскевыАрхеологические стоянки. Три археологические стоянки в окрестностях деревни принадлежат к разным культурам. Одна из них относится к свидерской культуре и датируется 9-5 тысячелетием до н. э., вторая относится к эпохе мезолита (7-5 тысячелетие до н. э.), третья — к эпохе неолита (3 тысячелетие до н. э.)[7].
- Церковь св. Параскевы. Деревянная православная церковь 1796 года. Памятник народного деревянного зодчества. За православным иконостасом церкви сохранился униатский алтарь. В большинстве источников церковь отнесена к деревне Ополь, хотя фактически находится на восточной окраине,  примыкающей к Ополи деревни Лядовичи. Включена в Государственный список историко-культурных ценностей Республики Беларусь[8].  Историко-культурная ценность Республики Беларусь, шифр 112Г000278
- Геодезическая Дуга Струве: пункт «Ополь» —  Историко-культурная ценность Республики Беларусь, шифр 110Д000001
- Фрагменты парка усадебно-паркового комплекса Еленских

### Мемориалы
- Курган памяти с обелиском. Создан в 1967 году в честь 141 односельчанина, погибшего в годы войны[7].
- Могила жертв фашизма. К югу от деревни. Похоронены 18 мирных жителей, расстрелянных фашистами. В 1956 году установлен обелиск[7].